# Ангарск
Анга́рск — город в Иркутской области, с прилегающими населёнными пунктами образует Ангарский городской округ. Население города — 216 973 (2025) человек. Третий по числу жителей город Иркутской области, пятнадцатый в Сибири и девяносто второй в России. Расположен в южной, наиболее освоенной и экономически развитой части Иркутской области. Экономической основой города являются крупные предприятия нефтепереработки, химической промышленности, атомной и строительной отрасли.
Ангарск — один из лучших по уровню благоустройства в Восточной Сибири: в 2003 году город занял второе место в конкурсе на самый благоустроенный город России, а в 2005 и 2008 — первое. В 2013 году по результатам конкурса среди муниципальных образований «Самый чистый город России», проводившегося в рамках Всероссийского политического проекта «Чистый город», Ангарск занял первое место в категории «Большие города».

## Этимология
Основан в 1946 году как посёлок Ангарский, при нефтехимическом предприятии на реке Китой при её впадении в Ангару, что и определило название. С 1951 года — город Ангарск.

## История
- Летом 1945 года на стрелке Китой-Ангара определено место под строительство комбината по производству искусственного жидкого топлива, оборудование для которого было завезёно по репарациям из Германии. По плану здесь должен был быть построен рабочий посёлок.
- В октябре 1945 года на место прибыли первые тринадцать строителей. Началось строительство первых землянок в районе, где сейчас находится 18-й квартал.
- Весной 1946 года было начато строительство посёлка Майска.
- В апреле 1948 года в районе 1-го квартала начато строительство первого каменного дома, так был заложен Соцгород. По Набережной и Московской улицам (между кварталами 1, 26 и 38) был заложен сквер Комсомольцев (в настоящее время в этом месте находится памятник декабристам).
- Летом 1948 года строительство города и комбината было передано Главпромстрою МВД СССР. Вокруг промышленной зоны, вдоль Транссибирской железной дороги, от посёлка Китой до станции Суховской, началось строительство бараков и юрт. Так появились 2-й, 7-й, 8-й, 13-й районы и посёлок Южный.
- В 1949 году началось массовое строительство двухэтажного каменного жилья. Были построены 26, 27, 35, 36, 37, 38 и другие кварталы. К началу 1950 года в эксплуатацию было сдано свыше 100 тыс. м² жилья, три школы, детский сад, магазины и столовые.
- 30 мая 1951 года Ангарску присвоен статус города. К этому моменту было построено около 700 000 м² жилья, половина из которого в капитальном исполнении.
- В 1959 году, по данным Всесоюзной переписи, население Ангарска достигло 134 тыс. человек.
- В 1968 году здесь открылся первый в России Музей часов, основанный П. В. Курдюковым.
- 18 января 1971 года Указом Президиума Верховного Совета СССР: «За успехи, достигнутые трудящимися города в выполнении заданий пятилетнего плана по развитию промышленного производства, наградить город Ангарск Иркутской области орденом Трудового Красного Знамени». Ангарск стал 25-м городом в СССР, отмеченным такой наградой.
- В 1993 году был создан Ангарский район. Территория общей площадью 71 973 га была выделена Ангарску из Иркутского и Усольского районов. Через четыре года территория в границах района с городом стала Ангарским муниципальным образованием (АМО).

## География

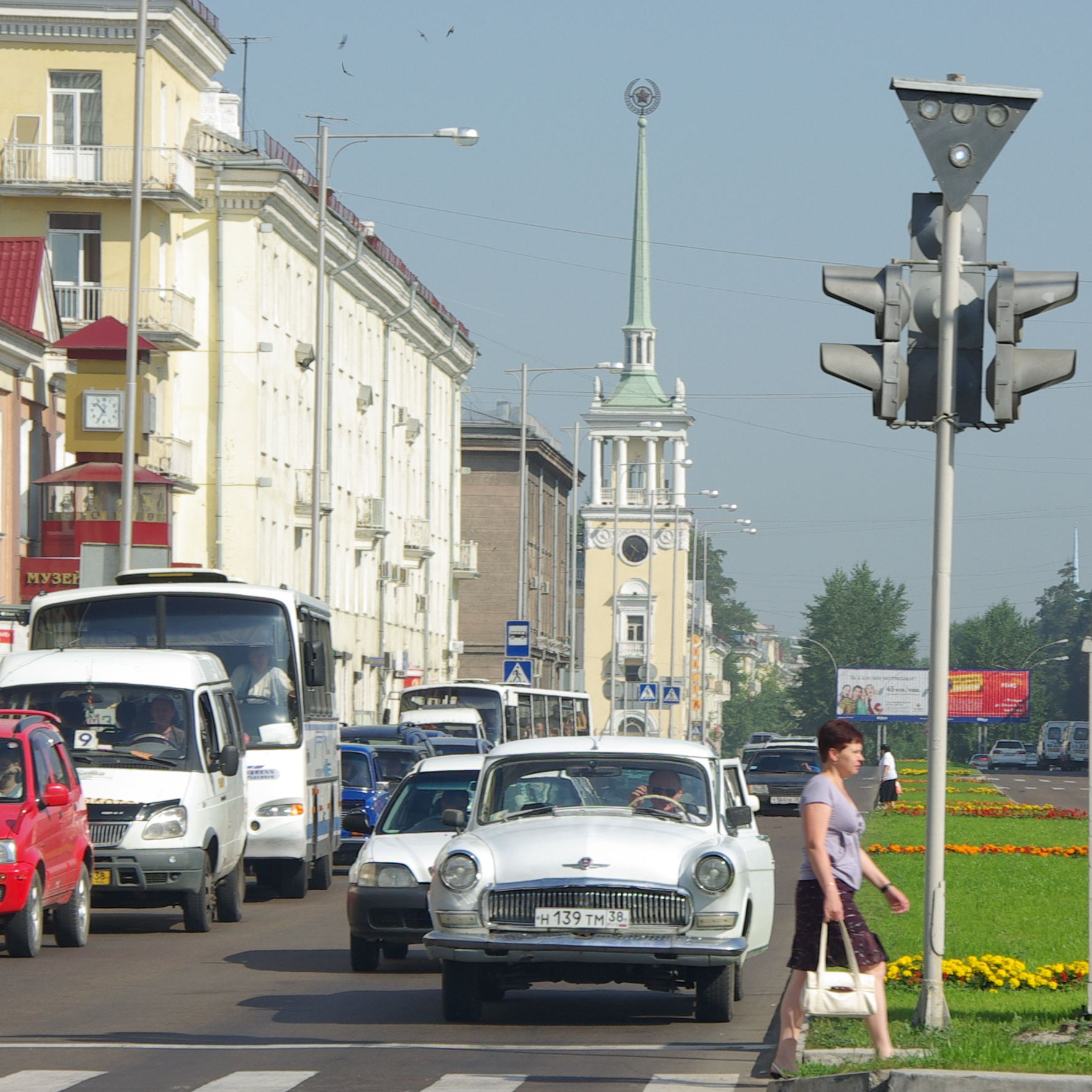
Улица Карла Маркса

Ангарск расположен в месте впадения реки Китой в Ангару.
Территория, входящая в городскую черту, занимает площадь 294 км² (21 тыс. га).
Ангарск находится на расстоянии 4150 км (по прямой) или 5150 км (по дороге) от Москвы, 40 км от областного центра Иркутска, в 50 км от аэропорта Иркутск, в 117 км от озера Байкал.
В ясную погоду с верхних этажей ангарских многоэтажек хорошо просматриваются вершины Китойских Гольцов — горного хребта в системе Восточного Саяна.

## Население
| 1959     | 1962     | 1967     | 1970     | 1973     | 1975     | 1976     | 1979     | 1982     | 1985     | 1986     |
| -------- | -------- | -------- | -------- | -------- | -------- | -------- | -------- | -------- | -------- | -------- |
| 134 390  | ↗160 000 | ↗183 000 | ↗203 310 | ↗219 000 | ↗231 000 | →231 000 | ↗238 802 | ↗248 000 | ↗259 000 | →259 000 |
| 1987     | 1989     | 1990     | 1991     | 1992     | 1993     | 1994     | 1995     | 1996     | 1997     | 1998     |
| ↗262 000 | ↗265 835 | ↗267 000 | ↗269 000 | →269 000 | →269 000 | ↘267 000 | →267 000 | ↗268 000 | →268 000 | ↘267 000 |
| 1999     | 2000     | 2001     | 2002     | 2003     | 2004     | 2005     | 2006     | 2007     | 2008     | 2009     |
| ↘266 600 | ↘264 700 | ↘264 000 | ↘247 118 | ↘247 100 | ↘245 500 | ↗247 900 | ↘245 700 | ↘244 100 | ↘242 500 | ↘241 483 |
| 2010     | 2011     | 2012     | 2013     | 2014     | 2015     | 2016     | 2017     | 2018     | 2019     | 2020     |
| ↘233 567 | ↘233 380 | ↘232 535 | ↘231 340 | ↘229 592 | ↘227 507 | ↘226 776 | ↘226 374 | ↘225 772 | ↘225 489 | ↘224 630 |
| 2021     | 2024     | 2025     |          |          |          |          |          |          |          |          |
| ↘221 296 | ↘217 365 | ↘216 973 |          |          |          |          |          |          |          |          |

На 1 января 2025 года по численности населения город находился на 92-м месте из 1124 городов Российской Федерации.
Изначально основу населения Ангарска составляли приехавшие со всей страны добровольцы, строившие город и промышленные предприятия, а также часть заключенных, оставшихся здесь после освобождения.

### Национальный состав
В Ангарске живут представители более 100 национальностей. Преобладают русские (более 90 %), также представлены буряты, татары, армяне и др.

## Проблемы административного устройства
31 декабря 2004 года Законом Иркутской области было образовано два муниципальных образования:
- Ангарское муниципальное образование со статусом городского поселения, то есть собственно город Ангарск.
- Ангарское муниципальное образование Иркутской области (АМО) со статусом муниципального района, в которое входили город Ангарск и другие муниципальные образования.

С этого времени более десяти лет Ангарск был одним из трёх городов России с населением более двухсот тысяч человек (наряду с Балаково и Нижнекамском), не имеющих статуса городского округа. Этим была заложена потенциально конфликтная структура в бюджетной, социальной и иных сферах. В 2005 году в городе проходили многочисленные выступления за присвоение Ангарскому муниципальному округу статуса городского, а в апреле 2006 года население Ангарска проголосовало на референдуме за объединение с посёлками Мегет и Савватеевка в единое муниципальное образование. Население села Одинска отказалось принять участие в референдуме, перенеся принятие решения на весну 2007 года, когда сельские депутаты опять отказались назначить референдум, лишив жителей возможности определить судьбу АМО. В результате решение о статусе городского округа принято не было.
В мае 2006 года губернатор Иркутской области Александр Тишанин предложил другой вариант — объединить города Иркутск, Ангарск, Шелехов и множество других поселений в одно муниципальное образование «Большой Иркутск», однако после отставки А. Тишанина рассмотрение проекта было отложено на неопределённый срок.
В 2014 году вопрос об объединении Ангарска и АМО в единое муниципальное образование снова стал актуальным дня в связи с выборами мэра АМО и районной Думы.
Законом Иркутской области с 1 января 2015 года все муниципальные образования Ангарского муниципального образования (муниципальное образование «город Ангарск», Мегетское муниципальное образование, Одинское муниципальное образование и Савватеевское муниципальное образование) преобразованы в Ангарское городское муниципальное образование, наделённое статусом городского округа.

## Современное местное самоуправление

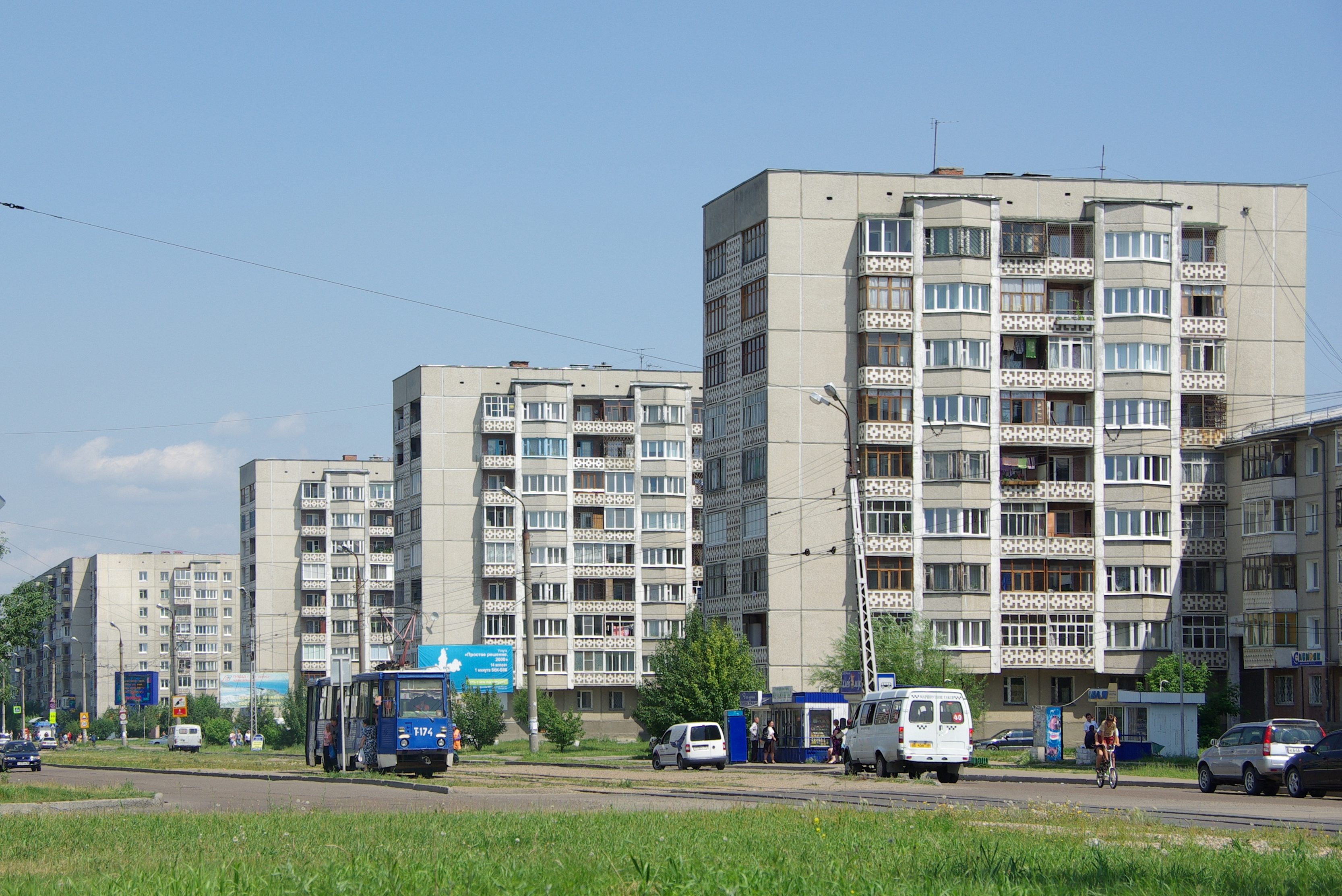
Современные кварталы

- В декабре 1991 года впервые состоялись выборы главы администрации города Ангарска. Мэром был избран Александр Терентьевич Шевцов.
- 1 апреля 1994 года занял пост мэра Владимир Александрович Непомнящий.
- В апреле 1998 года избран Виктор Викторович Новокшенов.
- 7 апреля 2002 года должность главы Ангарского муниципального образования (АМО) занял Евгений Павлович Канухин. 9 октября 2005 года он был переизбран на должность главы администрации города Ангарска, а мэром АМО (муниципального района) стал Андрей Петрович Козлов (ныне Капитонов).
- По результатам выборов 2 декабря 2007 года на должность главы администрации Ангарского городского поселения избран Леонид Георгиевич Михайлов, за которого были отданы более 70 % голосов.
- Летом 2010 года были внесены поправки в Устав АМО, согласно которым был введён институт сити-менеджера, а мэр муниципального образования избирался не прямым народным голосованием, а из числа депутатов Думы АМО тайным голосованием самих депутатов. Это решение вызвало большой общественный резонанс.
- В октябре 2010 года состоялись выборы в Думу АМО. Мэром АМО депутаты выбрали члена партии «Единая Россия» Владимира Валентиновича Жукова. На должность сити-менеджера депутаты утвердили Антона Медко. Были внесены изменения в Устав АМО, в соответствии с которыми возвращёны прямые выборы мэра.
- 4 марта 2012 года был проведён референдум, в котором решался вопрос о присвоении Ангарскому городскому поселению статуса городского округа. В результате голосования 85 % избирателей высказались за преобразование Ангарска в городской округ[43]
- 14 октября 2012 года в Ангарске состоялись выборы главы города и депутатов городской Думы. На пост главы администрации города был избран Владимир Валентинович Жуков.
- с 1 января 2015 года городское поселение Ангарск, Ангарское муниципальное образование и другие муниципальные образования района преобразованы в Ангарское городское муниципальное образование со статусом городского округа. Прекращёны полномочия ранее существовавших органов исполнительной и представительной властей, они продолжают временное осуществление полномочий до формирования органов власти городского округа.
- 26 апреля 2015 года в Ангарске прошли выборы депутатов и мэра Ангарского городского округа. Главой городского округа избран Сергей Анатольевич Петров[44][45]. В Думу Ангарского городского муниципального образования первого созыва избрано 25 депутатов[46].
- 13 сентября 2020 в Ангарске прошли выборы мэра Ангарского городского округа. Главой городского округа избран Сергей Анатольевич Петров[47].

## Экономика
На Ангарск приходится 13,2 % промышленной продукции и 10 % численности населения области.
В городе зарегистрировано более 6 тыс. предприятий и коммерческих организаций. В различных отраслях экономики занято 85 тыс. чел.

### Промышленность
За время своего существования город стал известен самой крупной в Азии промышленной зоной, которая протянулась вдоль берега Ангары почти на 30 км.
Крупнейшими градообразующими предприятиями долгое время являлись Ангарская нефтехимическая компания и Ангарский электролизный химический комбинат. В настоящее время оба предприятия являются крупными налогоплательщиками и работодателями в городе, но понятие «градообразующее предприятие» к ним не применяется.
- Ангарская нефтехимическая компания (АО «АНХК») — является частью НК Роснефть. Самое крупное восточносибирское предприятие по переработке нефти и нефтепродуктов, включающее в себя нефтеперерабатывающий завод, химический завод, завод полимеров, завод масел и др.

Производимая продукция: серная кислота, бутан, углекислый газ, пропан, бутиловый спирт, метиловый спирт (метанол), фенолы, топочный мазут, дизельное топливо, автомобильный бензин, авиационное топливо, нефтяной кокс, смазки для компрессоров и вакуумных насосов, минеральные автомобильные масла, масла синтетические для трансформаторов, амины, плёнка полиэтиленовая и др.
- Ангарский завод полимеров (АО «АЗП») — до 1997 года входило в состав АНХК. В 1997 году преобразовано в открытое акционерное общество, оставаясь дочерним предприятием АНХК. С 2007 года является отдельным подразделением НК «Роснефть». Завод выпускает нефтяной бензол и этилбензол, стирол и полистирол, пиролизную смолу, полиэтилен высокого давления, пропилен и этилен. Этилен по трубопроводу транспортируется в город Саянск на предприятие Саянскхимпласт.
- Ангарский завод катализаторов и органического синтеза (АО «АЗКиОС») — до 1997 года входило в состав АНХК. В 1997 году преобразовано в открытое акционерное общество. В настоящее время остаётся дочерним предприятием АНХК.
- Ангарский электролизный химический комбинат (АО «АЭХК») — предприятие атомной промышленности России, дочернее предприятие госкорпорации «Росатом», входит в Топливную компанию «ТВЭЛ» (обогащение урана, производство гексафторида урана, химическое производство, изготовление футбольных мячей).
- Ангарский завод бытовой химии — до 1997 года завод бытовой химии (ЗБХ) входил в состав АНХК. В 1997 году завод был преобразован в открытое акционерное общество. После приобретения «Невской косметикой» было переименовано в ОАО «Байкальская косметика». С 2000 года предприятие является филиалом компании «Невская косметика».
- Ангарский азотно-туковый завод (ООО «ААТЗ») — построен в 1962 году. До 1997 года завод азотных удобрений (ЗАУ) входил в состав АНХК. В 1997 году завод был преобразован в открытое акционерное общество «Ангарский завод азотных удобрений». Специализируется на выпуске минеральных удобрений и азотных соединений. Находился в собственности ОАО «Сибур-Минудобрения». С декабря 2011 года входит в состав ОАО «СДС Азот».
- Ангарский цементно-горный комбинат — единственное предприятие по производству цемента в Иркутской области[48]. По состоянию на 2013 год занимает 2 место по объёмам реализации среди предприятий отрасли строительных материалов в Восточной Сибири[49]. С 2011 года 50,52 % акций принадлежат ООО «Русская цементная компания» (совместное предприятие холдинговой компании «Сибирский цемент» и госкорпорации «Ростехнологии»). Пакетом в 29,9 % акций владеет холдинговая компания «Сибирский цемент». Остальные акции находятся в руках частных портфельных инвесторов[50].
- Завод автоклавного газобетона (ГК «Стройкомплекс»).
- Ангарский завод металлоконструкций (ГК «Стройкомплекс»).
- Иркутский трубный завод (Группа «Полипластик»).
- Восточно-Сибирский машиностроительный завод[51] (Востсибмаш) — дочернее предприятие АО «АНХК». До 1997 года как ремонтно-механический завод (РМЗ) входил в состав АНХК.
- ЗАО ПК «ДИТЭКО» — производство нефтепродуктов. Активы приобретены красноярской «Капитал нефть».
- ООО «ЦУП „ВСТО“» (Центр управления проектом «Восточная Сибирь — Тихий океан») — филиал ОАО АК «Транснефть». Цель проекта строительства трубопроводной системы «Восточная Сибирь — Тихий океан» — обеспечение транспортировки нефти месторождений Западной и Восточной Сибири на НПЗ России и на экспорт в страны АТР через порт «Козьмино» и в КНР. Система «ВСТО» технологически соединена с магистральными нефтепроводами «Транснефти» и создаёт единую сеть, обеспечивающую оперативное распределение потоков нефти по территории России. С целью обеспечения увеличения поставок нефти на российские НПЗ и на экспорт предусматривается дальнейшее развитие мощности ВСТО (строительство новых НПС).
- Иркутское РНУ «Транснефть-Восток» — оператор магистрального нефтепровода
- Иркутский завод гусеничной техники (ИЗГТ) — один из немногих заводов в России по производству вездеходной техники, сложной гусеничной техники на базе комплектующих МТЛБ и ГАЗ, используемой в добывающей промышленности, охране лесов, геологоразведке. Работает в Ангарске с 2015 года. Ежегодно выпускает около 150 машин, является крупнейшим производителем гусеничных и колесных вездеходов в Восточной Сибири и на Дальнем Востоке[52].

Ранее существовали Ангарская швейная фабрика, Ангарский керамический завод (выпуск керамики, санфаянса), Ангарский электромеханический завод (АЭМЗ), объединение Китойлес (комплексная переработка древесины), завод БВК, в составе АУС-16 были ДОК-2, автоколонны № 1,2,3,8, Востокхиммонтаж (ВХМ). Более десяти клубов и кинотеатров также закрылись.

### Строительство
- Ангарское управление строительства (ОАО «АУС») — в советское время предприятие являлось крупнейшей строительной организацией Иркутской области, его силами построены жилые массивы и промышленные объекты городов Ангарск, Байкальск, Слюдянка, Саянск, Краснокаменск и Забайкальск (Забайкальский край). В 2014 году начата процедура банкротства предприятия, введено внешнее управление, активы распроданы.
- ЗАО «Стройкомплекс» — имеет собственную производственную базу.

### Электроэнергетика
В Ангарском районе расположены три теплоэлектроцентрали, входящие в структуру ПАО «Иркутскэнерго»:
- Участок № 1 ТЭЦ-9 (бывшая ТЭЦ-1),
- Иркутская ТЭЦ-9,
- Иркутская ТЭЦ-10.

Протяжённость тепловых сетей составляет 429 км. Потенциал Ангарских ТЭЦ может быть востребован для ликвидации дефицита электроэнергии в Иркутской области.

### Лёгкая промышленность
- Ангарская городская типография — крупное полиграфическое предприятие, действующее со дня основания города.

### Пищевая промышленность
- Фабрика мороженого «Ангария»
- ЗАО «Мясокомбинат Ангарский»;
- Молочный комбинат «Ангарский»;
- ОАО «Каравай» (хлебобулочные и кондитерские изделия);
- Пивоваренный завод ОАО «Сан ИнБев». сейчас законсервирован.
- ЗАО «Ангарская птицефабрика» — входит в Группу предприятий «Янта».
- ЗАО «Сарсенбаев» (морепродукты)

### Торговля
В городе расположены головные офисы нескольких крупных торговых организаций, осуществляющих деятельность на территории России и в странах ближнего зарубежья: «Азия cinema» (поставки и монтаж технологического оборудования для кинозалов), «Салют-1» (поставки пиротехники, организация пиротехнических шоу).

#### Торговые сети
«М.Видео», «Эльдорадо», «Связной», «DNS (сеть магазинов)», «Эксперт», «Спортмастер», «Глория джинс», «ПродалитЪ», «Детский мир», «Любимые дети» и др.

### Финансовый сектор
- Азиатско-Тихоокеанский банк;
- Альфа-банк;
- ВТБ;
- Газпромбанк;
- Дальневосточный банк;
- ИТ-банк;
- Бюро финансовых решений «Пойдём!»;
- Промсвязьбанк;
- Реалист Банк;
- Сбербанк России;
- Синара;
- Совкомбанк;
- Банк «Уралсиб».

В годы перестройки всесоюзную известность получили ангарские мастера-шапочники, занимавшиеся массовым изготовлением и продажей шапок из шкурок тарбагана и норки. Рассматривался проект памятника монгольскому тарбагану у бывшего ресторана «Баргузин». Позже, 6 сентября 2005 года, в одном из городских скверов (85-й квартал, угол улиц Ворошилова и Горького)был установлен памятник сурку.

## Транспорт
По территории Ангарского района проходит Транссибирская магистраль и федеральная трасса М53 «Байкал». Ангарск является важным узлом трубопроводного транспорта.
По территории проходят нефтепроводы «Омск — Иркутск» и «Красноярск — Иркутск», а также этиленопровод «Ангарск — Саянск». Функционирует продуктопровод «Ангарск-Иркутск», по которому поставляют авиационный керосин с АНХК в иркутский аэропорт.
Автотранспорт
Пассажирские автобусы перевозят до 85 % пассажиров. В пассажирских автобусах перевозчиками внедрёна система электронных проездных билетов для пенсионеров (ЭСПБ).

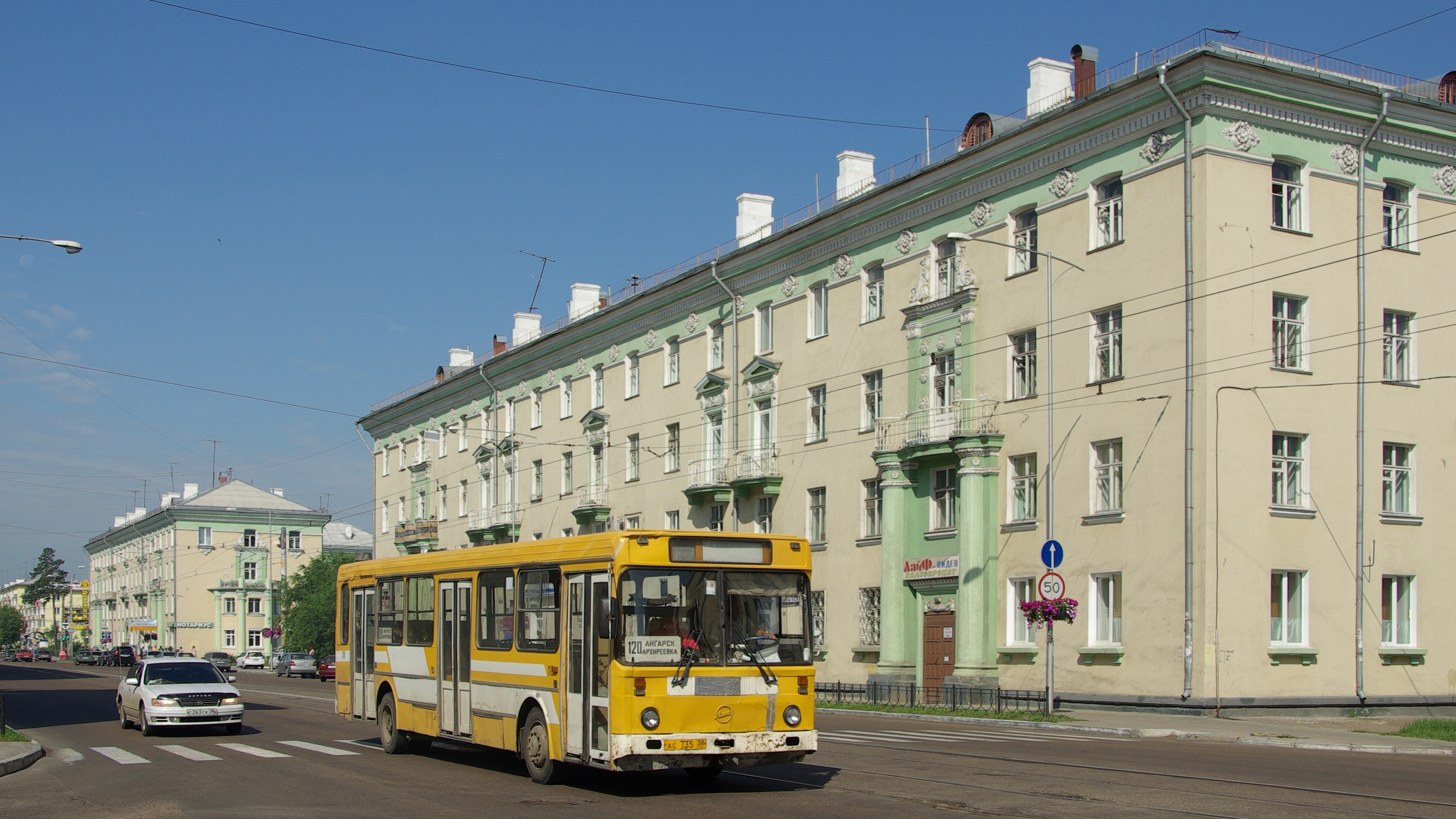
Ангарский автобус

Маршруты общественного автотранспорта (автобусы и маршрутные такси)
| Вид     | Маршрут                                                             | Тип сообщения                    | Стоимость проезда              |
| ------- | ------------------------------------------------------------------- | -------------------------------- | ------------------------------ |
| автобус | № 1 «Микрорайон Цементный (микрорайон Строитель) — парк Строителей» | городское сообщение              | 94 рубля                       |
| автобус | № 2 «22 микрорайон — микрорайон Китой»                              | городское сообщение              | 50 рублей                      |
| автобус | № 2 «22 микрорайон — микрорайон Китой (ж/д Вокзал)»                 | городское сообщение              | 50 рублей                      |
| автобус | № 3 «Магистральный — Железнодорожный вокзал»                        | городское сообщение              | 50 рублей                      |
| автобус | № 5 «Автостанция — микрорайон Юго-Восточный»                        | городское сообщение              | 168 рублей                     |
| автобус | № 5 «Дивизионная — 17 микрорайон»                                   | городское сообщение              | 168 рублей                     |
| автобус | № 7 «Железнодорожный вокзал — 4 посёлок»                            | городское сообщение              | 50 рублей                      |
| автобус | № 8 «Железнодорожный вокзал — 12 микрорайон»                        | городское сообщение              | 50 рублей                      |
| автобус | № 9 «Железнодорожный вокзал — 211 квартал (Мрия)»                   | городское сообщение              | 50 рублей                      |
| автобус | № 10 «РМЗ — Автостанция — 17 микрорайон»                            | городское сообщение              | 50 рублей                      |
| автобус | № 11 «189 квартал (МЖК) — Техническое училище»                      | городское сообщение              | 50 рублей                      |
| автобус | № 20 «212 квартал — РМЗ»                                            | городское сообщение              | 50 рублей                      |
| автобус | № 27 «Железнодорожный вокзал — 211 квартал»                         | городское сообщение              | 50 рублей                      |
| автобус | № 28 «Железнодорожный вокзал — 290 квартал»                         | городское сообщение              | 50 рублей                      |
| автобус | № 102 «г. Ангарск — п. Мегет»                                       | пригородное сообщение            | 2,30 руб. за пассажирокилометр |
| автобус | № 103 «г. Ангарск — д. Зуй — п. Мегет — д. Шароны»                  | пригородное сообщение            | 2,30 руб. за пассажирокилометр |
| автобус | № 104 «г. Ангарск — с. Одинск»                                      | пригородное сообщение            | 2,30 руб. за пассажирокилометр |
| автобус | № 105 «г. Ангарск — с. Савватеевка»                                 | пригородное сообщение            | 2,30 руб. за пассажирокилометр |
| автобус | № 106 "г. Ангарск — СНТ «Черемушки-2»                               | пригородное сообщение (сезонный) | 2,30 руб. за пассажирокилометр |
| автобус | № 107 "г. Ангарск — СНТ «Таёжное»                                   | пригородное сообщение (сезонный) | 2,30 руб. за пассажирокилометр |
| автобус | № 109 "г. Ангарск — СНТ «Родник»                                    | пригородное сообщение (сезонный) | 2,30 руб. за пассажирокилометр |
| автобус | № 110 "г. Ангарск — СНТ «Еловые ключи»                              | пригородное сообщение (сезонный) | 2,32 руб. за пассажирокилометр |
| автобус | № 111 "г. Ангарск — СНТ «Аист»                                      | пригородное сообщение (сезонный) | 2,32 руб. за пассажирокилометр |
| автобус | № 124 "г. Ангарск — СНТ «Строитель‑1»                               | пригородное сообщение (сезонный) | 2,32 руб. за пассажирокилометр |
| автобус | № 129 "г. Ангарск — СНТ «Широкая Падь»                              | пригородное сообщение (сезонный) | 2,32 руб. за пассажирокилометр |
| автобус | № 130 "г. Ангарск — кладбище «Берёзовая роща»                       | пригородное сообщение (сезонный) | 2,32 руб. за пассажирокилометр |
| автобус | № 131 "г. Ангарск — СНТ «Аэлита»                                    | городское сообщение (сезонный)   | 2,32 руб. за пассажирокилометр |

Электротранспорт (трамвай)
Маршруты:
- 1 (ТЭЦ-9 — Сангородок)

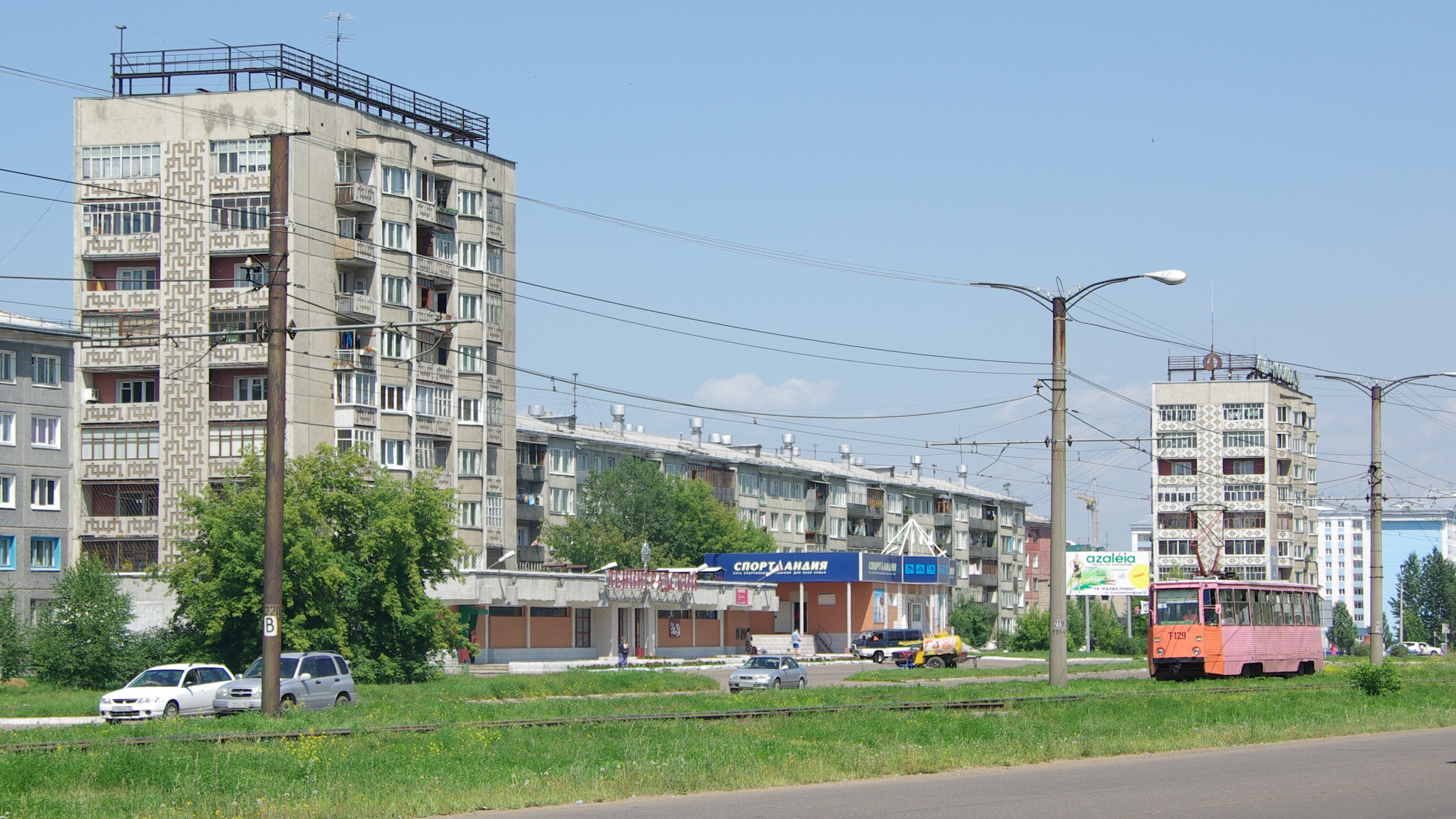
Ангарский трамвай

- 3 (205 квартал — Сангородок — Майский вокзал)
- 4 (205 квартал — ТЭЦ № 9)
- 6 (205-й квартал — Сангородок)
- 7 (205-й квартал — ТЭЦ № 9)

Железнодорожный транспорт

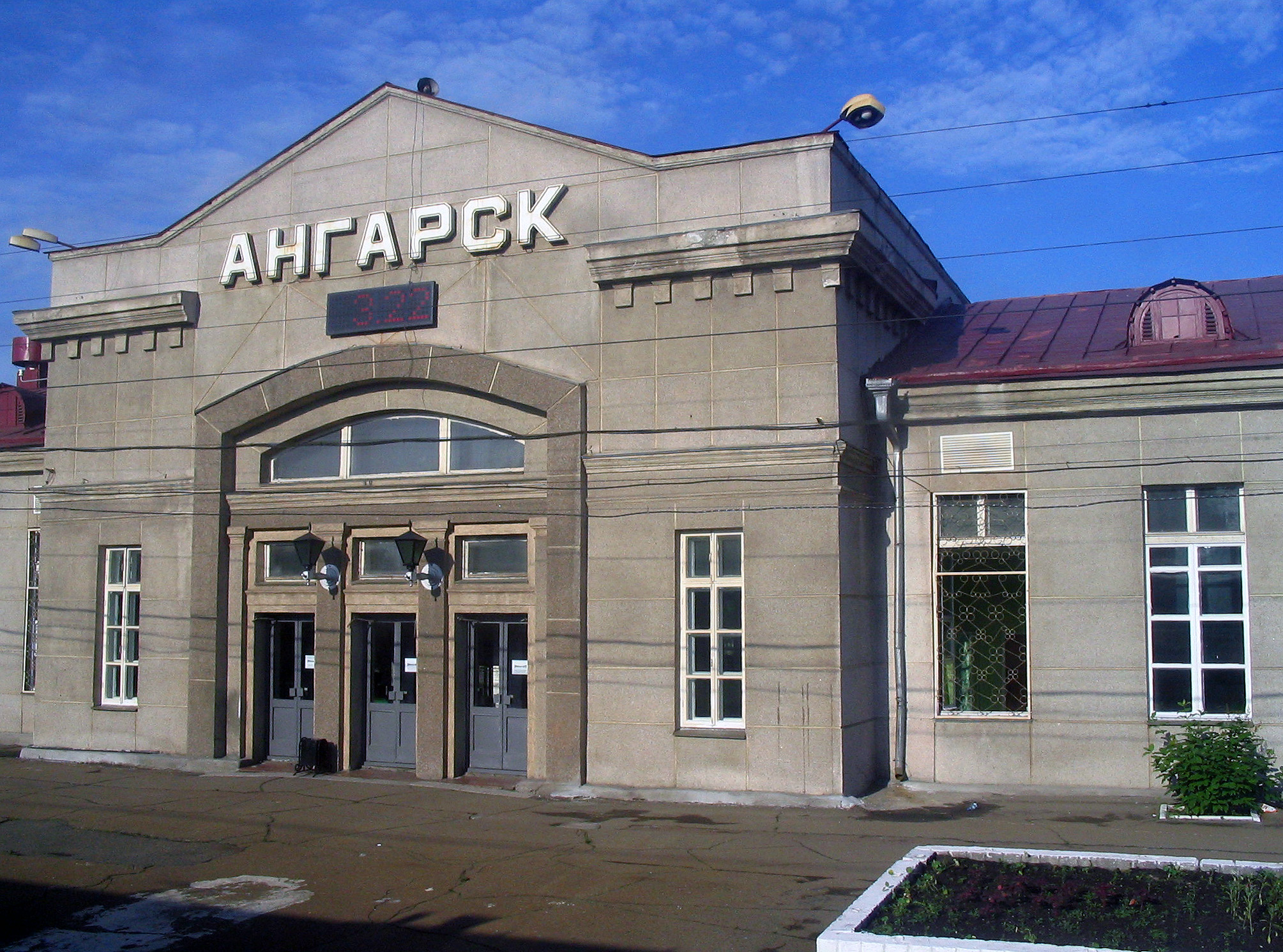
Вокзал станции Ангарск

Ангарск расположен на Транссибирской магистрали. Через станцию Ангарск Восточно-Сибирской железной дороги идут пригородные электропоезда и пассажирские поезда дальнего следования.
В пределах городской черты расположены пять ж/д станций Восточно-Сибирской железной дороги: Китой, Китой-Комбинатская, Ангарск, Суховская-Южная, Суховская и одиннадцать станций промышленного железнодорожного транспорта. Из них: 5 станций примыкающих к станции Китой-Комбинатская ОАО «РЖД»: Сортировочная, Азот, Промплощадка собственности Ангарского ППЖТ — филиала АО «В-Сибпромтранс» и станции Строительная и Бетонная собственности ООО «Желдорсервис»; 2 станции примыкающих к станции Суховская-Южная ОАО «РЖД»: станция Обменная собственности Ангарского ППЖТ — филиала АО «В-Сибпромтранс» и станция ТЭЦ собственности ООО «Байкальская энергетическая Компания»; 4 станции примыкающие к станции Суховская ОАО «РЖД»: станция Нефтяная собственности Ангарского ППЖТ — филиала АО «В-Сибпромтранс», станция Передаточная собственности ООО «Байкальская энергетическая Компания», станции Трудовая и Лесная собственности ООО «Желдорсервис».

## Экология
Согласно оценке экологически обусловленного риска нарушений здоровья населения Ангарска, проведённой НИИ биофизики Ангарской государственной технической академии, по состоянию окружающей среды и здоровья населения города он может быть отнесён к территории с чрезвычайной экологической ситуацией. На это влияют повышенные уровни содержания различных загрязнителей в атмосфере на протяжении почти 35 лет до 1997 года, а главное — очень высоким риском нарушений здоровья, связанным с загрязнением окружающей среды и другими неблагоприятными факторами.
В настоящее время[когда?] главным фактором формирования риска заболеваемости и смертности является загрязнение воздуха выбросами ряда заводов бывшего объединения «Ангарскнефтеоргсинтез», ТЭЦ-10, ТЭЦ-9 и ТЭЦ-1.
Ангарск в списке городов России с наиболее неблагоприятной экологической обстановкой по состоянию на 2010 год занимал третье место в Сибири и шестое место в России. Экологическая повестка усилилась в конце 80-х — начале 90-х (так называемое «Ангарское экологическое движение», получившее широкую известность за пределами области).

## Климат
В городе Ангарск холодно-умеренный климат с дождливым летом и достаточно сухой зимой. По классификации климатов Кёппена — влажный континентальный климат с тёплым летом и очень холодной зимой (индекс Dwb). Среднегодовая температура составляет −0.2 °C, в год выпадает около 485 мм осадков, из этого количества на май-август приходится 64 %.
Многолетние метеонаблюдения свидетельствуют, что безморозный период в Ангарске длится около ста дней. Первые заморозки наступают в середине сентября, последние бывают в конце мая. Среднемесячная температура января составляет −20 °C (абсолютный минимум равен −51 °C), июля +18 °C (абсолютный максимум +36.9 °C).
| Показатель                    | Янв.  | Фев.  | Март  | Апр. | Май  | Июнь | Июль | Авг. | Сен. | Окт. | Нояб. | Дек.  | Год  |
| ----------------------------- | ----- | ----- | ----- | ---- | ---- | ---- | ---- | ---- | ---- | ---- | ----- | ----- | ---- |
| Средний суточный максимум, °C | −15,1 | −10,5 | −0,8  | 8,0  | 16,9 | 22,6 | 24,3 | 21,8 | 15,4 | 6,3  | −4,9  | −12,6 | 5,9  |
| Средняя температура, °C       | −20,1 | −17   | −7,9  | 1,7  | 9,4  | 15,3 | 17,9 | 15,7 | 9,1  | 0,9  | −9,8  | −17,2 | −0,2 |
| Средний суточный минимум, °C  | −25   | −23,5 | −14,9 | −4,6 | 2,0  | 8,0  | 11,5 | 9,6  | 2,8  | −4,4 | −14,7 | −21,7 | −6,2 |
| Норма осадков, мм             | 12    | 9     | 12    | 21   | 34   | 67   | 115  | 93   | 57   | 26   | 21    | 18    | 485  |

## Образование и наука
Дошкольное и среднее образование
В сфере образования функционирует 121 муниципальное учреждение, среди них: 74 дошкольных, 40 школ, лицеев, гимназий, центров образования, 4 учреждения дополнительного образования детей, 3 сервисных службы (комбинат детского питания, ремонтное предприятие, центр обеспечения развития образования).
Среднее профессиональное образование
- Ангарский автотранспортный техникум (бывшие ПУ № 43 и ПУ № 8);
- Ангарский индустриальный техникум (бывшие ПЛ № 32 и ПЛ № 34);
- Ангарский техникум общественного питания и торговли (бывшее ПУ № 30);
- Ангарский техникум строительных технологий (бывшее ПУ № 35);
- Ангарский техникум рекламы и промышленных технологий (бывшее ПУ № 36);
- Медицинский колледж;
- Политехнический колледж;
- Политехнический техникум;
- Промышленно-экономический техникум (бывший техникум лёгкой промышленности);
- Педагогический колледж;
- Ангарский экономико-юридический колледж;
- Байкальский экономико-правовой колледж;
- Русско-Азиатский экономико-правовой колледж;
- Иркутский гуманитарно-технический колледж;
- Филиал Иркутского колледжа экономики сервиса и туризма (бывшее ПУ № 37).

Высшее образование
- Ангарский государственный технический университет;

Научные учреждения

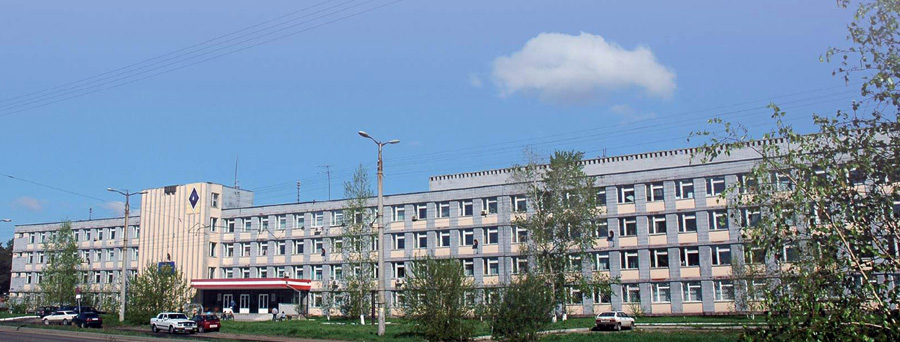
Ангарский государственный технический университет

- «ОКБА» (Ангарское опытно-конструкторское бюро автоматики) — разрабатывает и выпускает оборудование газового анализа;
- ФГБНУ «Восточно-сибирский институт медико-экологических исследований» («Институт профзаболеваний»);
- Ангарский институт по проектированию предприятий нефтеперерабатывающей и нефтехимической промышленности — АО «Ангарскнефтехимпроект» (НК Роснефть).

## Здравоохранение
Здравоохранение города Ангарска представлено следующими учреждениями:
- 6 больницами муниципальными и областными;
- 2 медико-санитарными частями;
- 4 диспансерами на 320 коек;
- клиникой НИИ медицины труда и экологии человека на 140 коек;
- 2 медицинскими автономными некоммерческими организациями;
- городской стоматологической поликлиникой;
- станцией переливания крови;
- челюстно-лицевой клиникой;
- частными диагностическими центрами, стоматологическими кабинетами;
- домом ребёнка

## Культура
Библиотеки
Централизованная библиотечная система обладает книжным фондом около 1 млн экземпляров. Включает в себя 20 библиотек, среди которых библиотека ДК «Нефтехимик», детская библиотека имени Аркадия Гайдара, Центральная городская библиотека (ЦГБ), библиотека профкома АЭХК и др. На базе ЦГБ в 2014 году создан информационно-образовательный центр «Русский музей: виртуальный филиал» — первый виртуальный филиал Русского музея в Забайкалье и 153-й в России.
Дворцы культуры
- Дворец творчества детей и молодёжи.
- ДК «Нефтехимик» — первое крупное учреждение культуры города Ангарска. Здание дворца было спроектировано Ленинградским отделом «Горстройпроект», архитекторами Тарантулом и Давыдовым, и возведено из гранита в 1955 году. Дважды награждался званием «Образцовое учреждение культуры Иркутской области»[59].
- ДК «Современник».
- ДК «Энергетик».
- ДК «Лесник» (введён в эксплуатацию после капитального ремонта 08.09.2016 г.).

Ранее существовали дома и дворцы культуры «Строитель», «Бытовик», «Зодчий» и др., которые ныне закрыты или реорганизованы.
Музеи и зоопарк
- Музей часов;
- Музей Победы;
- Музей минералов;
- Городской выставочный зал (картинная галерея и прикладное искусство);
- Музей АЭХК (в здании ДК «Современник»);
- Музей АНХК (в здании МОРУЦ);
- Музей «Старая квартира» (в помещении клуба по месту жительства, 1-й квартал 1)
- Музей пожарной охраны (на базе ПСЧ № 9 МЧС России)[60].
- «Экспериментарий» (72 квартал, дом 20)[61].
- Зоопарк (при Дворце творчества детей и молодёжи).

Кинотеатры
- Родина — ул. Коминтерна;

Праздник в Ангарске

- Киноцентр (4 зала), кинотеатр расположен на 4 этаже ТРК «Центр» в здании бывшей швейной фабрики на ул. Горького (временно не функционирует);
- Мега Синема (4 зала), кинотеатр расположен на 3 этаже ТРЦ «Мега» на Ангарском проспекте (временно не функционирует);
- Фестиваль (6 залов), кинотеатр расположен на 4 этаже ТРЦ «Фестиваль» на Ленинградском проспекте.

Городские парки
- Парк Нефтехимиков — является неотъемлемой частью архитектурного ансамбля, обрамляющего центральную площадь города. В парке работает фонтан, оборудован детский игровой городок.
- Парк имени 10-летия Ангарска — обустроена так называемая «Аллея любви», здесь установлена скульптура «Книга желаний», воспроизведены символические мостики для совершения свадебных обрядов, работает фонтан, оборудованы корты для большого тенниса, универсальная спортивная площадка, детская игровая площадка, летняя сцена с трибунами. Летом 2019 года в парке установлено колесо обозрения высотой 28 метров. Также в парке обустроен сад камней с беседкой на японский манер в честь города-побратима Комацу, Япония.
- Парк ДК «Современник» — на прилегающей к центральному входу в парк площади имеется фонтан, работают детские аттракционы, летняя сцена. В самом парке обустроена детская игровая площадка, площадка для занятий экстремальными видами спорта, установлены уличные спортивные тренажёры, есть детская автомобильная дорога с разметкой, дорожными знаками, мостом. 25 июня 2020 года в парке был установлен памятник Новокшенову, первому директору АЭХК[62].
- Парк Строителей — в парке установлен памятник воинам-победителям первостроителям Ангарска, а также памятная стела в честь строителей Ангарска. Работает фонтан, есть летняя эстрада, детская и спортивная площадки, установлены уличные спортивные тренажёры. В мае 2020 года открыт Вечный огонь.
- Парк 55-летия Победы — в парке стоит православная часовня, установлен мемориальный крест в память о воинах-интернационалистах погибших при исполнении воинского долга в горячих точках планеты. Рядом с парком расположен Музей Победы.
- Сквер «Пионер» — расположен за дворцом ветеранов «Победа». Весной 2019 года начал работать плоскостной фонтан. В сквере имеется детская игровая площадка, стенды с информацией по истории города.
- Сквер семьи — расположен возле городского перинатального центра, установлены малые архитектурные формы, скульптура «Семья».
- Парк бывшего Дворца пионеров.
- Набережная реки Китой — на Набережной работает фонтан, оборудовано два детских игровых городка. Имеются велосипедная и беговая дорожки, а также спортивная площадка.
- Другие парки и скверы: парк профилактория «Родник», сквер на пересечении улиц Карла Маркса и Чайковского (квартал 88), сквер на пересечении улиц Ворошилова и Горького, сквер на территории лицея № 1 (на пересечении улиц Горького и Московской, квартал 72), сквер на пересечении улицы Социалистической и Ленинградского проспекта и др.

## Отдых и развлечения
Гостиницы и хостелы
- Ангара;
- Автостоп;
- Второй этаж;
- Гостиный двор;
- Гостинично-ресторанный комплекс УСКС ОАО «АНХК»;
- Как дома;
- Лунный свет;
- Малый отель;
- Меридиан;
- ПушкинЪ;
- Старый замок.

## Физическая культура и спорт
Для занятий физкультурой и спортом в Ангарске существует несколько стадионов, спортивных комплексов, спортплощадок, кортов и т. д. В городе расположены восемь детско-юношеских спортивных школ, училище Олимпийского резерва (УОР), которые способны обучать около пяти тысяч детей и подростков.
Стадионы

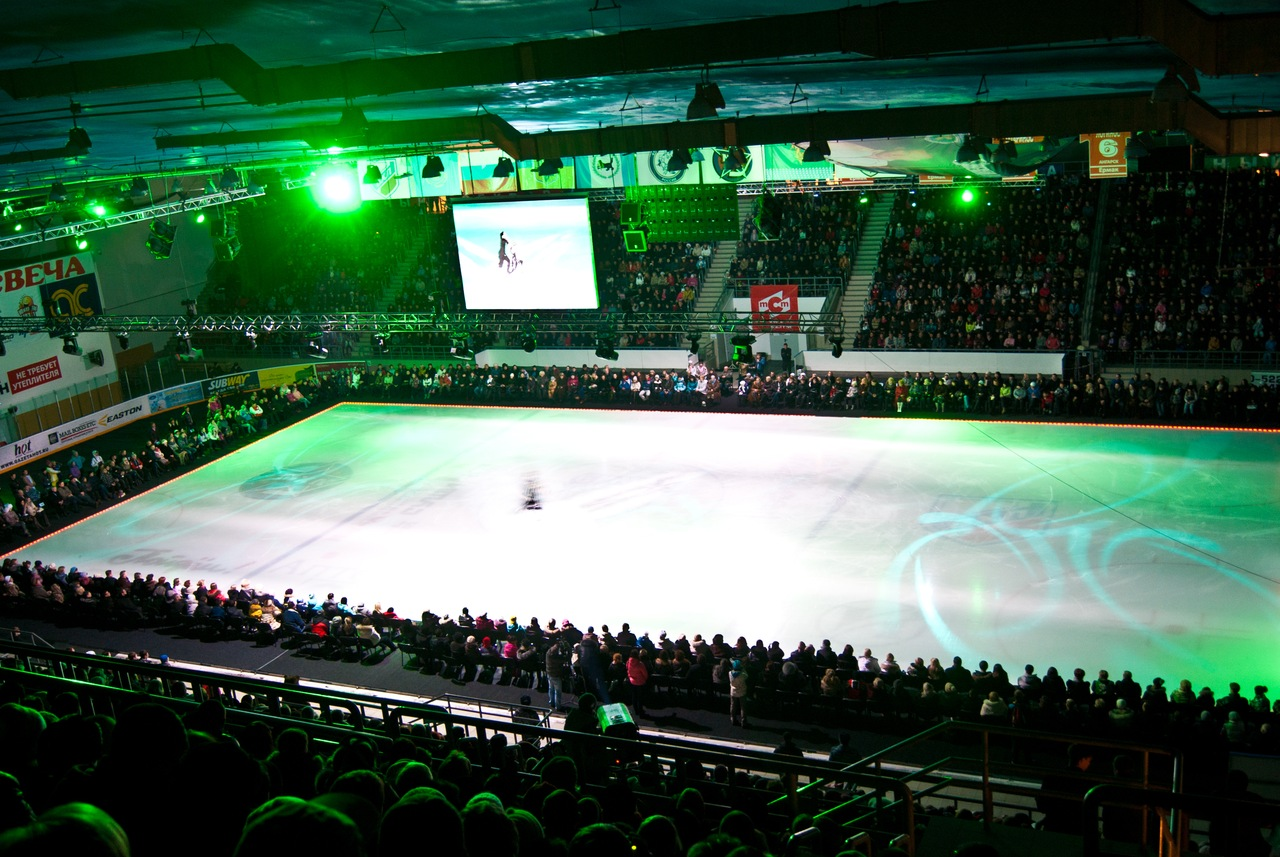
Большая арена Дома спорта «Ермак»

- Центральный стадион «Ангара» (вмещает около 20 000 зрителей) — футбол, лёгкая атлетика;
- Дворец спорта «Ермак» имени Виктора Фёдоровича Новокшёнова — хоккей, фигурное катание, включает в себя: Большая арена — 6900 зрителей, Малая арена — 1000 зрителей.

Хоккей
ХК «Ермак» Ангарск — команда по хоккею с шайбой. Основана в 1959 году. Выступает в НМХЛ. С 2011 по 2015 года существовала команда «Ангарский Ермак», выступавшая в МХЛ.
Мини-футбол
«Гранд-Байкал» — команда по мини-футболу. Основана в 2010 году. Выступает в первой лиге чемпионата России, зона «Сибирь»
Художественная гимнастика
В 2010 году была основана Федерация художественной гимнастики города Ангарска, располагающаяся в здании малой арены СК «Ермак».
Лыжно-биатлонный комплекс «Ангарский»
Лыжно-биатлонный комплекс «Ангарский». Открыт 19 ноября 2010 года. Среди воспитанников чемпионка мира по лыжным гонкам среди юниоров — Надежда Шуняева.

## СМИ

### Пресса
- «Свеча»
- «Ангарские ведомости» (муниципальное издание администрации АГО)
- «Маяк» (ведомственная газета ОАО «АНХК»)
- ИА «ВАФИАН»
- журнал «Рафинад»

### Радиостанции
| Частота   | Называние                   |
| --------- | --------------------------- |
| 73,76 УКВ | Русское Радио               |
| 99,6 FM   | Радио Вести FM              |
| 100,3 FM  | Радио МИР                   |
| 101,4 FM  | Хит FM                      |
| 103,1 FM  | Радио Искатель              |
| 103,5 FM  | Радио Маяк                  |
| 106,8 FM  | Радио Jazz                  |
| 107,9 FM  | Радио России / ГТРК Иркутск |

Местное телевидение
- Аналоговое вещание обязательных общедоступных телерадиоканалов в Иркутской области отключено 3 июня 2019 года.
- В Кабельных сетях на канале 360° / Ангара-Медиа (Ангарск) Семь раз в течение дня в удобное для зрителей время (7:10, 9:30, 13:00, 17:00, 17:30, 19:40, 20:10) выходят «Новости 360 Ангарск»
- В Кабельных сетях на канале «Актис» / телеканал «АКТИС» (Ангарск) на 22-й канале. Семь раз в течение дня в удобное для зрителей время (7:00, 8:00, 9:00, 13:00, 16:00, 19:30, 21:00) выходят Информационная программа «Местное время»

| Частота        | Название                  |
| -------------- | ------------------------- |
| ТВК 21         | ТК АКТИС                  |
| ТВК 24         | телеканал «Солнце»        |
| ТВК 35         | СУББОТА!                  |
| ТВК 39         | канал «Ю»                 |
| ТВК 38 (цифра) | РТРС-1 цифра DVB-T2 (1мп) |
| ТВК 57 (цифра) | РТРС-2 цифра DVB-T2 (2мп) |

Цифровое эфирное телевидение
все 20 каналов для мультиплекса РТРС-1 и РТРС-2; Пакет радиоканал, включает: Вести ФМ, Радио Маяк, Радио России.
- Пакет телеканалов РТРС-1 (телевизионный канал 38, частота 610 МГц), включает: Первый канал, Россия 1-Иркутск, Матч-ТВ, НТВ, 5 канал, Россия-Культура, Россия 24-Иркутск, Карусель, ОТР, ТВЦ.
- Пакет телеканалов РТРС-2 (телевизионный канал 57, частота 762 МГц), включает: Рен-ТВ, Спас, СТС, Домашний, ТВ3, Пятница!, Звезда, Мир, ТНТ, МузТВ

## Религия
- Свято-Троицкий кафедральный собор;
- Церковь Святого Успения Божией Матери;
- Часовня в память погибших в Чечне и Афганистане;
- Мечеть «Аль-Фуркан»;
- Два Дома Молитвы христиан веры евангельской пятидесятников;
- Поместные церкви протестантов.
- Католический приход св. Иосифа
- Местная религиозная организация буддистов Ангарского ДАЦАНА «ДАШИЛХУНДУВ ЧОЙНХОРЛИН» («Чистая земля спонтанного счастья») Ангарского городского округа Иркутской области Буддийской Традиционной Сангхи
- Центр возрождения наследия предков «Сила духа»

## Памятники и достопримечательности

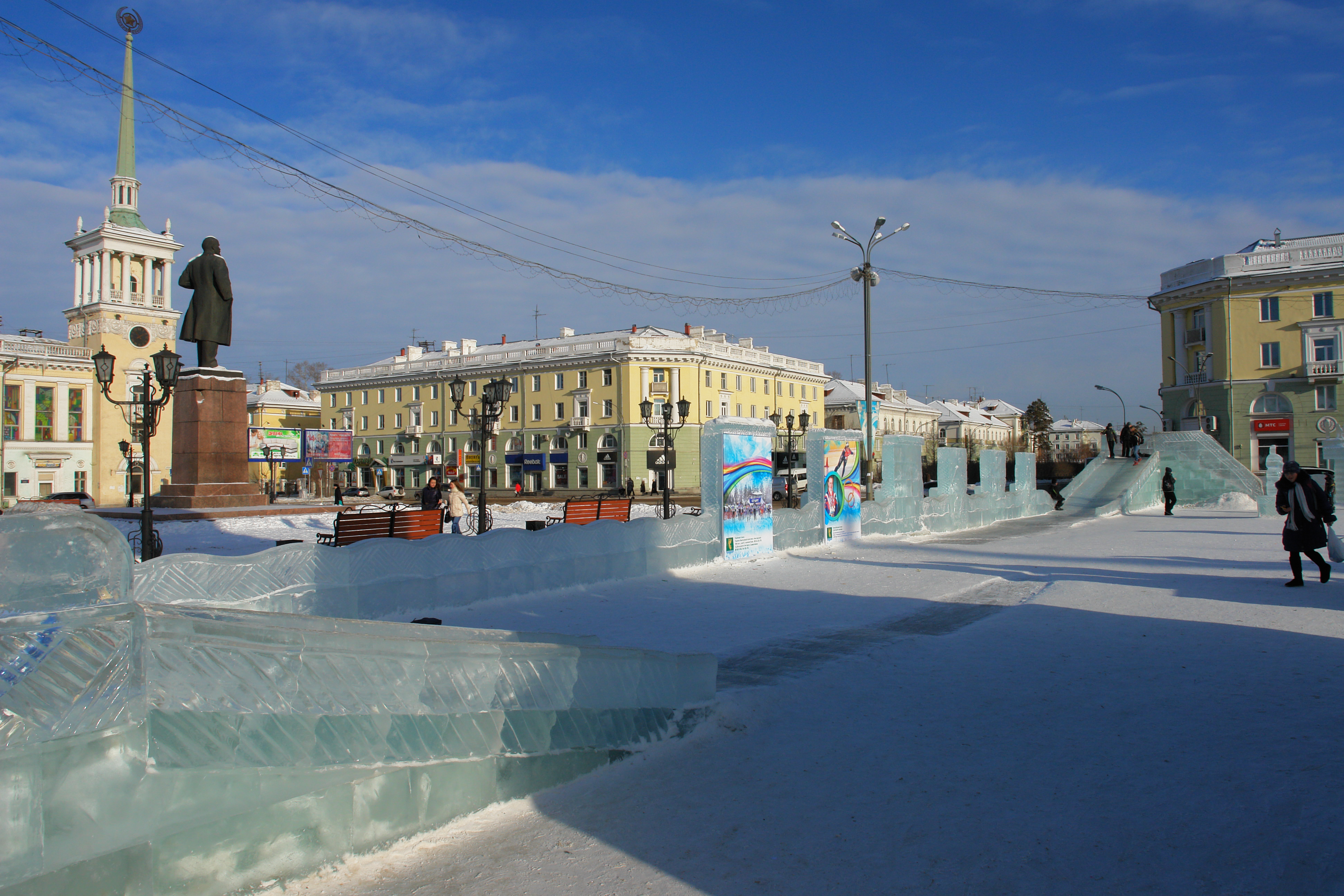
Памятник В. И. Ленину

Воинам-победителям первостроителям Ангарска

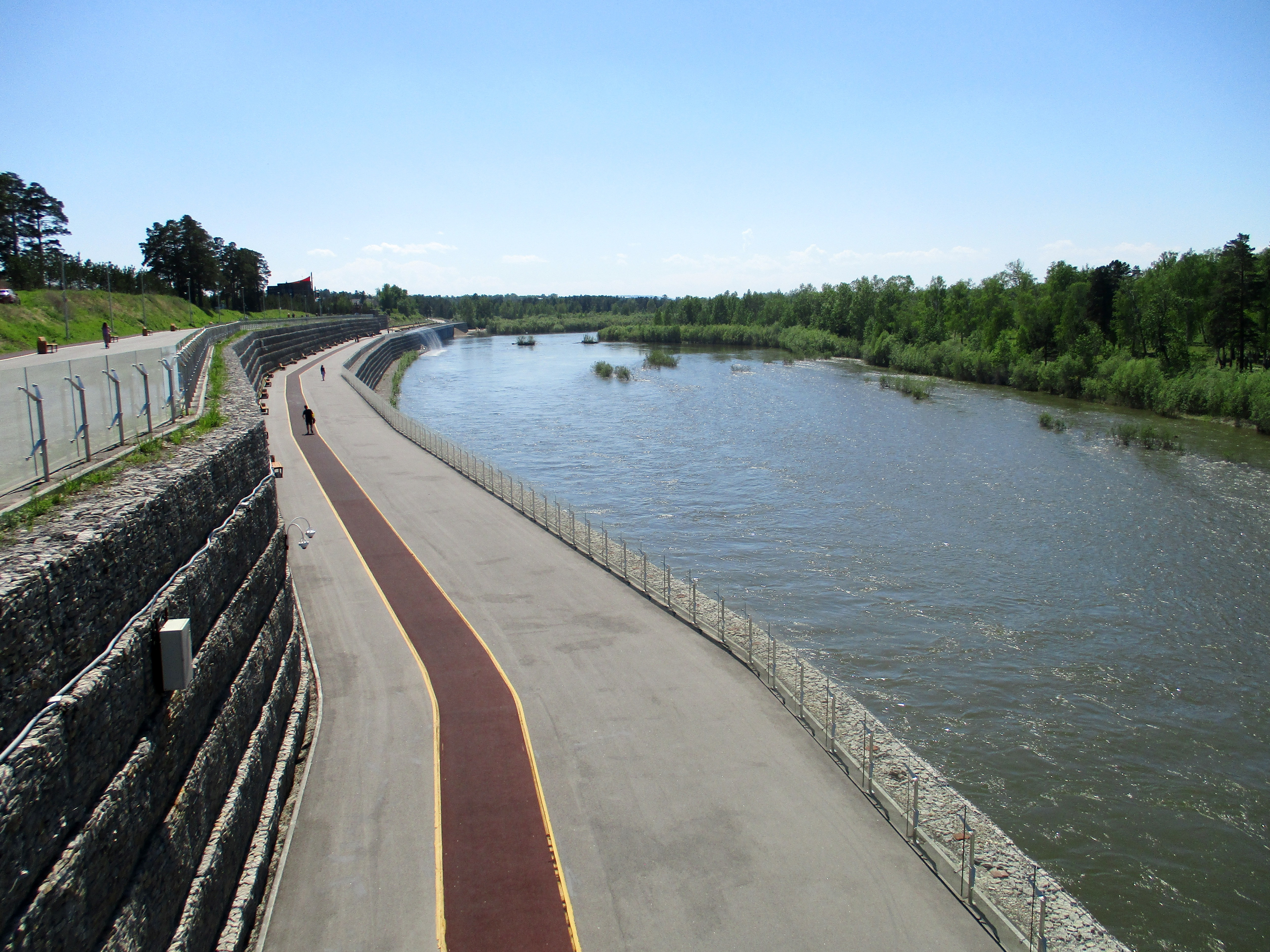
Ангарская набережная на реке Китой

- Памятник В. И. Ленину — установлен на площади имени Ленина 22 апреля 1961 года;
- памятник политическим каторжанам, прошедшим в разные годы к местам ссылок по Московскому «кандальному» тракту — установлен в 1965 году в сквере на пересечении Московской и Набережной улиц;
- «Бронзовый солдат», памятник воинам, погибшим в горячих точках планеты — установлен на возвышенности в 95 квартале;
- скульптурная композиция «Голуби мира» — установлена в честь 60-й годовщины Победы в Великой Отечественной войне на площади перед музеем Победы;
- Памятник В. Ф. Маргелову — Герою Советского Союза, выдающемуся советскому военачальнику, командующему воздушно-десантными войсками. Памятник установлен в сквере в 95 квартале, рядом с памятником воинам погибшим в горячих точках планеты. Изготовлен на средства, собранные десантным братством Ангарска, торжественно открыт 2 августа 2016 года
- памятник святым Петру и Февронии Муромским — установлен рядом с Свято-Троицким кафедральным собором на Троицкой улице;
- скульптура сурка — установлена в сквере на перекрёстке улиц Горького и Ворошилова (территория квартала 85), автор — М. Ивашко;
- скульптура волка из мультфильма «Жил-был пёс» — установлена в 81 квартале, на Московской улице, дом 52; Автор — Сирота Павел
- кованая стела «Крылья» — установлена в 2009 году в сквере на Набережной рядом с памятником декабристам;
- памятник «Союз нерушимый» («Цветок») — установлен в 1972 году возле Дворца пионеров на Московской улице;
- стела «Ангарск — город, рождённый победой» — установлена на въезде в город на Московском тракте со стороны ж/д вокзала;
- бюст Феликса Дзержинского — установлен на высоком постаменте возле здания отдела полиции в 205 квартале;
- скульптурная композиция «Книга желаний» — установлена в 2005 году на Аллее любви в ЦПКиО;
- скульптурно-архитектурная композиция «Дождливое такси» по мотивам одноимённого произведения Сальвадора Дали, установлена на территории АЗС на улице Алёшина, автор — М. Ивашко;
- «Древо жизни», мозаичная композиция в духе Гауди, выполненная на неиспользуемой опоре контактной сети трамвайной линии — расположена возле здания городской больницы № 1 на улице Горького (квартал 73);
- памятник водопроводчику — установлен возле административного здания по адресу ул. Гражданская, 5;
- скульптура быка — установлена на территории кафе «Автостоп»;
- зеркальная скульптура волка — установлена на Китойской Набережной, в честь реки Китой;
- автобусная остановка возле дворца спорта «Ермак» — остановочный павильон стилизован под хоккейные ворота, рядом с ним установлена гигантская шайба с эмблемой ХК «Ермак»;
- архитектурная композиция «Земной шар» — установлена на Октябрьской улице возле гостиницы «Меридиан» (улица Октябрьская, квартал 26);
- торцевые стены семнадцати зданий в юго-западной, «квартальской» части Ангарска украшены огромными мозаичными панно, сюжеты которых посвящены героическим страницам истории нашей страны — восстанию декабристов, Октябрьской социалистической революции, борьбе советского народа в Великой Отечественной войне; отдельные серии посвящёны покорению атомной энергии и освоению Космоса, красоте и мощи сибирских рек;
- памятник воинам-победителям первостроителям города — установлен в парке «Строителей» в 2017 году (со стороны входа улицы Чайковского);
- бюст Юрию Болдыреву — основателю военно-патриотической школы «Мужество», почётному гражданину Ангарска, подполковнику ВДВ[64].

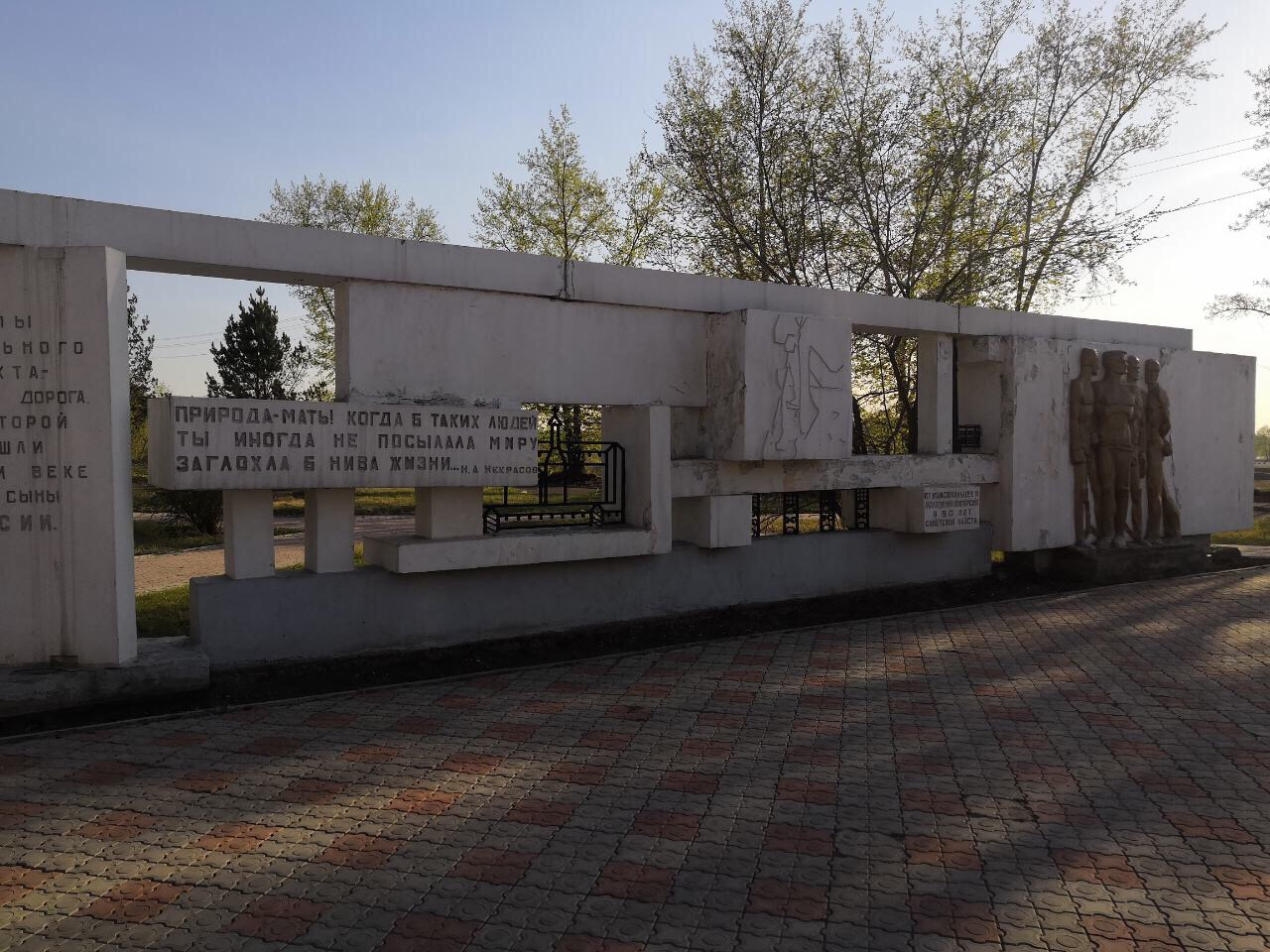
Памятник каторжанам
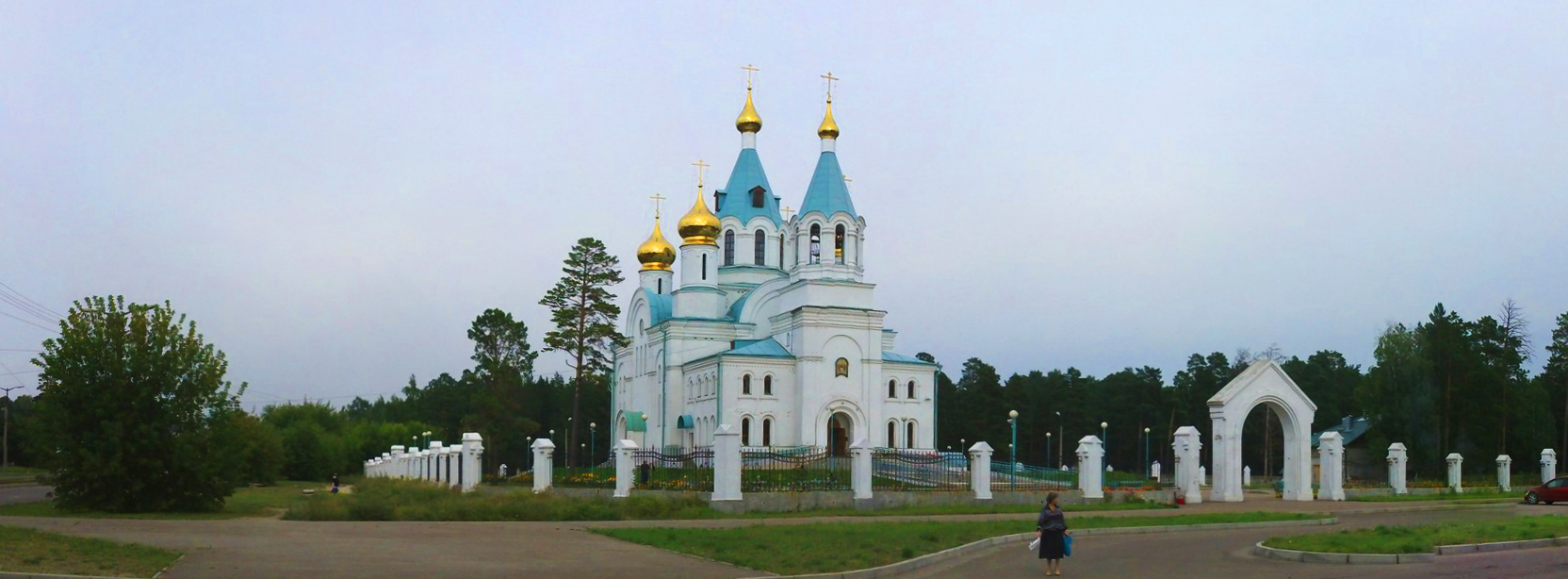
Свято-Троицкий кафедральный собор
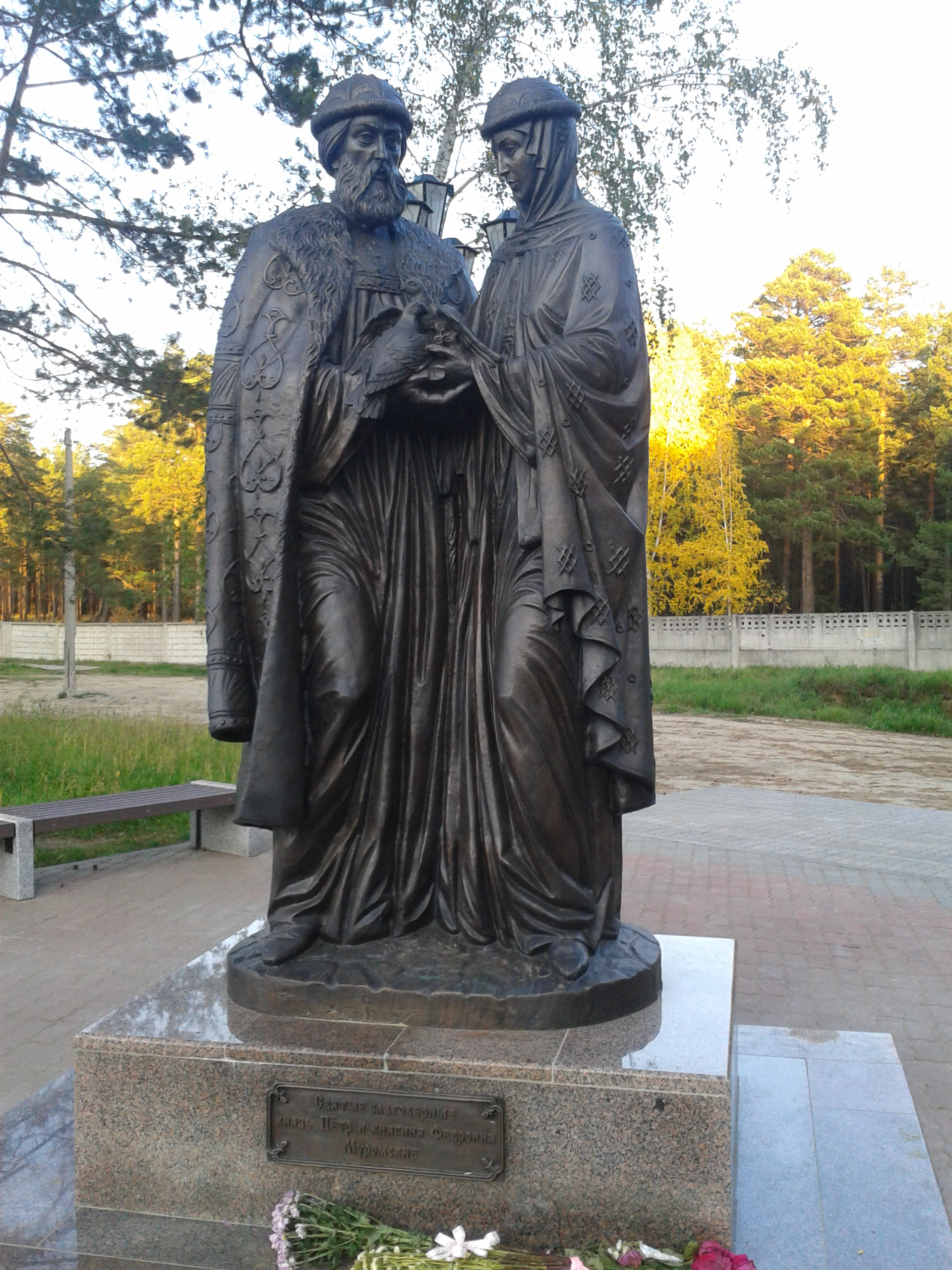
Памятник святым Петру и Февронии

## Пенитенциарные учреждения
На территории города располагаются шесть учреждений пенитенциарной системы. Четыре находятся в Первом промышленном массиве (ФКУ «СИЗО № 6 ГУФСИН России по Иркутской области», ФКУ «ИК № 2 ГУФСИН России по Иркутской области», ФКУ «ИК № 7 ГУФСИН России по Иркутской области» и ФКУ «ИК № 14 ГУФСИН России по Иркутской области»), одно во Втором промышленном массиве (ФКУ «ИК № 15 ГУФСИН России по Иркутской области») и одно в микрорайоне Юго-Восточном (ФКУ «Ангарская ВК ГУФСИН России по Иркутской области»).

## Города-побратимы
- Мытищи, Россия[71];
- Цзиньчжоу, Китай[72];
- Комацу, Япония[73]
- / Алушта, Россия/Украина[74]